# Батумская улица (Владикавказ)
Батумская улица — улица во Владикавказе, Северная Осетия, Россия. Улица располагается в Иристонском муниципальном округе Владикавказа между улицами Пушкинской и Народов Востока. Начинается от Пушкинской улицы.
Батумскую улицу пересекают улицы Декабристов и Братьев Габайраевых.
Улица названа именем города Батуми, Грузия.
Улица образовалась во второй половине XIX века и впервые была отмечена под современным наименованием на Плане областного города Владикавказа Терской области издания областного статистического комитета от 1911 года. Упоминается под этим же названием в Перечне улиц, площадей и переулков от 1925 года. 

## Источник
- Владикавказ. Карта города, изд. РиК, Владикавказ, 2011
- Кадыков А. Н., Улицы, переулки, площади и проспекты г. Владикавказа: справочник, изд. Респект, Владикавказ, 2010, стр. 33—34, ISBN 978-5-905066-01-6
- Торчинов В. А., Владикавказ., Краткий историко-краеведческий справочник, Владикавказ, Северо-Осетинский научный центр, 1999, стр. 92, ISBN 5-93000-005-0